# Christoph Porsch

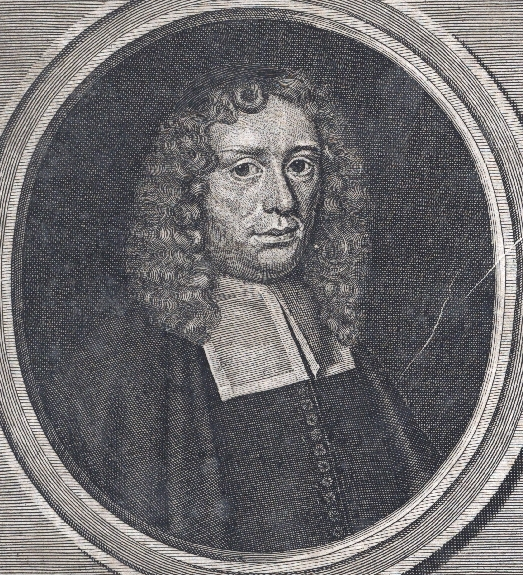
Christoph Porsch

Christoph Porsch (* 16. Februar 1652 in Elbing; † 17. Januar 1713 in Elbing) war ein deutscher evangelisch-lutherischer Theologe und geistlicher Dichter.

## Leben
Porsch besuchte das Gymnasium seiner Heimatstadt und 1670 das Akademische Gymnasium in Thorn. 1672 war er Kantor in Breslau. Nach einem Aufenthalt 1673 in Danzig besuchte er am 7. Mai 1674 die Universität Wittenberg und studierte dann an der Universität Leipzig. 1677 wurde er Pfarrer in Trunz, ab 1682 in Zeyer, kehrte 1688 an die Dreikönigskirche seiner Heimatstadt zurück und war seit 1695 an der St. Marienkirche als Pfarrer tätig.
Porsch gab 1702 in Elbing ein Gesangbuch unter dem Titel Geistliche Seelen-Musik heraus. Von ihm selbst enthält es die Lieder Mein Jesu komm, ich bin bereit, Nun wachen Gottes Strafgerichte und O Gott reich an Barmherzigkeit. Zudem befinden sich im Marienburger Gesangbuch (1713) 21 Kirchenlieder von ihm.
Oft wird behauptet, er sei als „Der Wohlbewahrende“ Mitglied der Deutschgesinnten Genossenschaft gewesen, woran jedoch Zweifel bestehen.

## Werkauswahl
- Sensus et Cognito in brutis. Leipzig 1676 (Streitschrift gegen Antoine Legrand)
- Geistlicher Kirch-Hof / Vorstellende sechshundert Lust- u. Lehrreiche Biblische Grab-Schriften. Danzig 1687
- Der wahren Gläubigen williger und höchstvergnügliche Himmels-Zug nach Christo. Danzig 1701
- Der allerkräftigste Herzens- und Gewissens-Wekker. Leipzig 1696.
- Einfältige Erklärung des kleinen Catechismi … Luthers. Elbing 1700.